# Tennlikor
Tennlikor är små spikar eller nitar med olika stort buckligt huvud i mässing. De används av tapetserare när man klär möbler. Tennlikor används även till att fästa standar och flaggdukar till stången.